# Offentlig kunst i Vordingborg Kommune
Dette er en liste over offentlig kunst i Vordingborg Kommune. 

## Liste

### Vordingborg (4760)
| Billede | Titel / individ mindet                           | Placering                                                                                                  | Billedhugger            | Skabt | Opstillet | Kilde |
| ------- | ------------------------------------------------ | --- | ----------------------- | ----- | --------- | ----- |
|         | Legebørn                                         | Islingeskolen, Chr Richardtsvej 55°00′56″N 11°54′35″Ø / 55.015561°N 11.909818°Ø                            | Claes Lorenzen          |       | 1973      | [ 1 ] |
|         | Ukendt title (gavmaleri)                         | Algade 55°00′34″N 11°54′27″Ø / 55.00944°N 11.907514°Ø                                                      | Ulla Frellsen           |       | 1984      | [ 1 ] |
|         | Vesterport - Østerport                           | Algade 55°00′43″N 11°54′10″Ø / 55.012049°N 11.902903°Ø                                                     | Keld Moseholm Jørgensen |       | 1992      | [ 1 ] |
|         | Idealistisk Intention                            | Vordingborg Seminarium, Kuskevej 55°00′45″N 11°53′45″Ø / 55.012593°N 11.895822°Ø                           | Eli Benveniste          |       | 1994      | [ 1 ] |
|         | Porten                                           | Vordingborg Seminarium, Kuskevej 55°00′46″N 11°53′45″Ø / 55.012756°N 11.895787°Ø                           | Birgitte Bøjreson       |       | 1997      | [ 1 ] |
|         | Ukendt titel                                     | Vordingborg Seminarium, Kuskevej 55°00′44″N 11°53′45″Ø / 55.012175°N 11.895876°Ø                           | Willy Ørskov            |       |           | [ 1 ] |
|         | Ukendt titel                                     | Vordingborg Seminarium, Kuskevej 55°00′46″N 11°53′54″Ø / 55.012779°N 11.898223°Ø                           | Thomas Kadziola         |       |           | [ 1 ] |
|         | Eos, også kaldet Morgenrøden                     | Nyrådsvej/Solbakkevej l Stod tidligere på Banegårdspladsen 55°00′46″N 11°54′01″Ø / 55.012895°N 11.900414°Ø | Harald Quistgaard       |       | 1937      | [ 1 ] |
|         | Vækst                                            | Posthuset, Aarsleffsgade 55°00′47″N 11°54′02″Ø / 55.013082°N 11.900688°Ø                                   | Joseph Salomon          |       | 1994      | [ 1 ] |
|         | Elefanten med bukser                             | Næstvedvej 55°01′28″N 11°53′14″Ø / 55.024578°N 11.887153°Ø                                                 | Claes Lorenzen          |       | 1979      | [ 1 ] |
|         | Valdemar Sejr                                    | Algade ved Vordingborg Slotsruin 55°00′28″N 11°54′46″Ø / 55.007791°N 11.91287°Ø                            | Gunnar Slot             |       | 1997      | [ 1 ] |
|         | Kyssebroen                                       | Algade 55°00′25″N 11°55′00″Ø / 55.006945°N 11.916674°Ø                                                     | Claes Lorenzen          |       | 1986      | [ 1 ] |
|         | Sindbillede af Vorherre                          | Gl. Kirkegård 55°00′18″N 11°54′34″Ø / 55.005047°N 11.909343°Ø                                              | Gunnar Slot             |       | 1973      | [ 1 ] |
|         | Trold, der peger                                 | Marienberg skole, Parkvænget 55°00′11″N 11°54′14″Ø / 55.002977°N 11.903931°Ø                               | Claes Lorenzen          |       | 1985      | [ 1 ] |
|         | Gorilla                                          | Marienberg skole, Parkvænget 55°00′11″N 11°54′15″Ø / 55.002946°N 11.904126°Ø                               | Lise Ring               |       | 1981      | [ 1 ] |
|         | Løberen                                          | Morten Olsens Alle 55°00′19″N 11°54′06″Ø / 55.005326°N 11.901594°Ø                                         | Johannes Hedegaard      |       | 1946      | [ 1 ] |
|         | Kristus ved Sykars brønd                         | Ny Kirkegård, Skovvej 55°00′24″N 11°54′17″Ø / 55.006556°N 11.904821°Ø                                      | Gunnar Slot             |       | 1982      | [ 1 ] |
|         | Europas hus                                      | Marienbergvej 55°00′06″N 11°53′45″Ø / 55.001604°N 11.895962°Ø                                              | Ukendt kunstnergruppe   |       |           | [ 1 ] |
|         | Frederik VII                                     | Kirketorvet ved Vor Frue Kirke 55°00′32″N 11°54′24″Ø / 55.008796°N 11.906699°Ø                             | Lauritz Prior           |       | 1868      | [ 1 ] |
|         | Ukendt titel                                     | Vordingborg Uddannelsescenter, Chr. Richardtsvej 55°00′55″N 11°54′55″Ø / 55.015411°N 11.915327°Ø           | Ullrich Rössing         |       | 1985      | [ 1 ] |
|         | Rådyr ved vandingssted, også kaldet Dådyrfontæne | Rosenvang, Sankelmarksvej 55°00′59″N 11°54′23″Ø / 55.016366°N 11.90628°Ø                                   | Jytte Thompson          |       | 1974      | [ 1 ] |
|         | Vagter i den ny verden                           | Vordingborg Kaserne, Sankelmarksvej 55°01′08″N 11°54′27″Ø / 55.018932°N 11.90753°Ø                         | Bjørn Nørgaard          | 1997  |           | [ 1 ] |
|         | Vintersbøllebrønden                              | Vintersbølle skole, Bakkebøllevej, Nyråd 55°00′00″N 11°58′32″Ø / 54.999874°N 11.975487°Ø                   | Finn Brandstrup         |       | 1978      | [ 1 ] |
|         | Mor og barn                                      | Vintersbølle skole, Bakkebøllevej, Nyråd 55°00′01″N 11°58′34″Ø / 55.000174°N 11.976133°Ø                   | Gunnar Slot             |       | 1971      | [ 1 ] |
|         | Skulptur                                         | Ørslev skole, Rynkebjerg, Ørslev 55°02′32″N 11°58′20″Ø / 55.042319°N 11.972198°Ø                           | Ole Videbæk             |       | 1984      | [ 1 ] |
|         | Børnegruppe med tingsten                         | Kastrup skole, Sct. Clemensvej, Kastrup 55°02′17″N 11°52′51″Ø / 55.038065°N 11.880719°Ø                    | Claes Lorenzen          |       | 1981      | [ 1 ] |
|         | Mødre - Mødes                                    | Skovvej 55°00′22″N 11°54′30″Ø / 55.00617°N 11.908305°Ø                                                     | Claes Lorenzen          |       | 1996      | [ 1 ] |
|         | Skulptur                                         | Campus Storstrøm, Kuskevej 55°00′45″N 11°53′50″Ø / 55.012489°N 11.897271°Ø                                 | Poul Isbak              |       | 1978      | [ 1 ] |

### Præstø (4720)
| Billede | Titel / individ mindet             | Placering                                                                     | Billedhugger      | Skabt | Opstillet | Kilde |
| ------- | ---------------------------------- | ----------------------------------------------------------------------------- | ----------------- | ----- | --------- | ----- |
|         | Skibet                             | Svend Gønges Torv 55°07′19″N 12°02′22″Ø / 55.121858°N 12.039385°Ø             | Bo Karberg        |       | 2003      | [ 4 ] |
|         | Manana II, også kaldet Mor og barn | Biblioteket, Lindevej 55°07′17″N 12°02′51″Ø / 55.121464°N 12.047614°Ø         | Gottfred Eickhoff |       | 1972      | [ 4 ] |
|         | Snaphane                           | Frederiksminde, Klosternakken 55°07′28″N 12°02′58″Ø / 55.124449°N 12.049486°Ø | Axel Ebbe         |       | 1951      | [ 4 ] |
|         | Frederik VII                       | Frederiksminde, Klosternakken 55°07′29″N 12°02′58″Ø / 55.124812°N 12.049347°Ø | Lauritz Prior     |       | 1868      | [ 4 ] |
|         | Mindesmærke for Hans Hansen        | Frederiksminde, Klosternakken 55°07′29″N 12°02′55″Ø / 55.12485°N 12.048684°Ø  | Ukendt kunstner   | 1949  |           | [ 4 ] |
|         | Vandskulptur                       | Frederiksminde, Klosternakken 55°07′28″N 12°02′56″Ø / 55.12449°N 12.048998°Ø  | Ukendt kunstner   |       | 1949      | [ 4 ] |

### Køng (4750)
| Billede | Titel / individ mindet | Placering                                                                               | Billedhugger   | Skabt | Opstillet | Kilde |
| ------- | ---------------------- | --------------------------------------------------------------------------------------- | -------------- | ----- | --------- | ----- |
|         | Bygen                  | Lundby Hovedgade, Lundby 55°06′33″N 11°52′31″Ø / 55.109083°N 11.875191°Ø                | Villy Daugaard |       | 1988      | [ 5 ] |
|         | Far og søn             | Biblioteket på Lundby Hovedgade, Lundby 55°06′34″N 11°52′45″Ø / 55.109333°N 11.879227°Ø | Claes Lorenzen |       | 1974      | [ 5 ] |

### Møn (4780)
| Billede | Titel / individ mindet | Placering                                                 | Billedhugger | Skabt | Opstillet | Kilde |
| ------- | ---------------------- | --------------------------------------------------------- | ------------ | ----- | --------- | ----- |
|         | Ukendt titel           | Storegade 54°58′59″N 12°17′01″Ø / 54.98315°N 12.283621°Ø  | Pia Thaulov  |       | 1993      | [ 6 ] |
|         | Kvindefigur i beton    | Søndersti 54°59′01″N 12°17′10″Ø / 54.983572°N 12.286212°Ø | Ukendt       |       |           | [ 6 ] |